# Fernão Gomes
Fernão Gomes  was een Portugese handelaar en ontdekkingsreiziger uit Lissabon in de 15de eeuw.
Koning Alfons V van Portugal was meer geïnteresseerd in de uitbreiding van zijn territorium in Noord-Afrika dan in de ontdekkingstochten van zijn oom Hendrik de Zeevaarder. Na diens dood besteedde Alfons V de verdere ontdekking van Afrika uit aan Fernão Gomes. In 1469 gaf Alfons hem het monopolie van de handel in de Golf van Guinee. Daarvoor betaalde Gomes een jaarlijkse som van 200.000 réis en moest hij ieder jaar 100 mijl van de Afrikaanse kust exploreren, dit gedurende vijf jaar (eventueel verlengd met één jaar). 
Onder zijn hoede stonden de ontdekkingsreizigers João de Santarém, Pedro Escobar, Lopo Gonçalves, Fernão do Pó en Pedro de Sintra. In 1471 ontdekte men Elmina (letterlijk vertaald "de mijn"), wat het begin markeerde van zijn fortuin en zijn bijnaam Fernão Gomes da Mina. 
Later werd hij overstelpt met eretitels en in 1478 kreeg hij een plaats in de koninklijke raad.